# Avenida Francisco de Miranda (El Tigre)
La Primera Carrera también denominada Avenida Francisco de Miranda, es la avenida más importante de la ciudad de El Tigre, Estado Anzoátegui, Venezuela. también la avenida es una de las 4 vías fronterizas de Las Parroquias Edmundo Barrios y Miguel Otero Silva.
Esta avenida empieza en La Redoma Cruz de los Choferes y finalmente Culmina en el cruce de Las Avenidas España y 5 de julio, la avenida tiene un recorrido Diagonal desde La Redoma Cruz de los Choferes hasta el Centro de la ciudad, pasando por negocios que son Automercado Yumbo, Ferretería Zeta, Ferretería Celma, Traki, Los 777 c.a, Y restaurantes de comidas como Rica Pizza y La Panadería Mil Hojas. La Avenida hace honor al general Francisco de Miranda, la avenida tiene cruces con avenidas que son con La Avenida Winston Churchill y La Avenida España.